# 남카리브 자치구

남카리브 자치구의 위치

남카리브 자치구(스페인어:  Región Autónoma de la Costa Caribe Sur), 예전 이름 남아틀란티코 자치구(스페인어: Región Autónoma del Atlántico Sur, RAAS)는 니카라과 남동부에 위치한 자치구로 행정 중심지는 블루필즈이며 면적은 27,407km2, 인구는 382,100명(2005년 기준)이다. 동쪽으로는 대서양과 접하며 13개 지방 자치체를 관할한다.

주기
주 문장

## 같이 보기
- 북카리브 자치구